# Rera
Rera（レラ）は、日本のフュージョンバンド・DIMENSIONのキーボーディストである小野塚晃の2枚目のアルバム。

## 解説
小野塚が初めてパーカッションの演奏に挑戦した約5年9ヶ月ぶりのインストアルバムで、コラボレートを含むと通算3枚目となる。1曲目にあるアルバムタイトル曲「Rera」は風をアイヌ語に訳したものである。

### 批評
CDジャーナルは、「タイトル通り爽やかな涼風を運んでくる」「上質な時間を約束するハイセンスなインストミュージック」と評した。

## 収録曲
| 全編曲: 小野塚晃（特記以外）。 |                          |      |           |      |
| #                              | タイトル                 | 作詞 | 作曲      | 時間 |
| 1.                             | 「Rera」                 |      | 小野塚晃  | 7:28 |
| 2.                             | 「Green Flash」          |      | 小野塚晃  | 6:11 |
| 3.                             | 「Owl's Eye」            |      | 小野塚晃  | 6:37 |
| 4.                             | 「High Grown Cafe」      |      | 小野塚晃  | 5:54 |
| 5.                             | 「Land Breeze」          |      | DIMENSION | 6:09 |
| 6.                             | 「High Wind 」           |      | 小野塚晃  | 4:37 |
| 7.                             | 「Moon's Path」          |      | 小野塚晃  | 5:00 |
| 8.                             | 「Kakinokibata Street 」 |      | 小野塚晃  | 6:56 |
| 9.                             | 「Gift from GOD」        |      | 小野塚晃  | 3:57 |

## 参加ミュージシャン
- 小野塚晃 - キーボード、ピアノ、ベース、パーカッション
- 増崎孝司 - ギター
- 納浩一 - ベース
- 鶴谷智生 - ドラム

## クレジット
- 野崎智子, 高桑心 (Being) - Engineers
- 野崎智子 (Being) - Mixed
- Recorded at Birdman West, Gardenia Studio, Gardenia G-Pre
- 田中三一 at Bernie Grundman MASTERING - Mastered
- 上田哲夫 (Being) - Art Direction
- 朝日康穂 (Being), 東郷武司 - Design
- 達川範一 (Being) - Photographer
- 寺島良一, 飯盛玲子 (Being) - Label Management
- 榊原令子 (Being) - A&R
- 今村豊 (ZAIN ARTISTS) - Artist Management
- 石塚千枝子 (Three D) - ファンクラブ
- KANONJI - Executive Producer
- 升田年則 - スーパーバイザー